# Bitwa pod Callinicum (531)
Bitwa pod Callinicum miała miejsce 19 kwietnia 531 roku między wojskami Cesarstwa Wschodniorzymskiego, dowodzonymi przez Belizariusza, a siłami Sasanidów, dowodzonymi przez Azartesa. W walkach uczestniczyli także arabscy sojusznicy każdej ze stron – z Persami sprzymierzeni byli Lachmidzi, natomiast z Bizancjum – Ghassanidzi. Po klęsce pod Darą w 530 roku Sasanidzi kontynuowali najazdy na Syrię, licząc na wyniszczenie gospodarcze strategicznego regionu przeciwnika. Belizariuszowi udało się odeprzeć najeźdźców i zmusić ich do bitwy.

## Bitwa
W kwietniu 531 roku siły perskie liczące około 15 000 żołnierzy pod dowództwem Azaretesa wraz ze wspierającym je korpusem Lachmidów w sile 5000 żołnierzy, przekroczyły granicę w Circesium na Eufracie i pomaszerowały na północ. Gdy znalazły się w okolicach Callinicum, Belizariusz, dowodzącym lokalnymi siłami bizantyjskimi liczącymi około 5000 żołnierzy i 3000 ghassanidzkich Arabów, wyruszył w ich ślad. Persowie podążyli na zachód w stronę Chalkis, gdzie zostały ostatecznie zablokowane przez Rzymian. Belizariusz połączył się wówczas z wojskami Hermogenesa i jego siły liczyły około 20 000 ludzi. Persowie wycofali się na wschód, a Belizariusz ruszył ich śladem.
Początkowo Bizantyjczycy chcieli tylko odeprzeć Persów, nie ryzykując bitwy. Żołnierze jednak pragnęli walki i zemsty za liczne najazdy na Syrię, a ich wodzowi nie udało się ich uspokoić. Ostatecznie więc Belizariusz musiał przygotować się do otwartej bitwy.
Obydwie armie stanęły naprzeciw siebie 19 kwietnia 531 roku. Belizariusz ustawił swe wojska w niekonwencjonalny sposób, czym wprawił w zdziwienie Azaretesa. Na lewym skrzydle, stacjonującym przy rzece, ustawił piechotę, na prawym zaś Ghassanidów. W centrum natomiast znajdowała się pozostała piechota i ciężka jazda. Persowie podzielili swe wojska na dwa równorzędne oddziały, w których piechota została ustawiona przed kawalerią.
Przez większość dnia bitwa była wyrównana, dochodziło do szarż z jednej i drugiej strony, po czym jazda wycofywała się i kontynuowano ostrzał z łuków. W końcu jednak elitarnemu oddziałowi perskiej ciężkiej jazdy udało się zaskoczyć Ghassanidów i zadać im ciężkie straty, zmuszając ich tym samym do odwrotu. Zagłada prawej flanki sprawiła, iż Belizariusz podjął decyzję o wycofaniu się, aby zreorganizować szyki, ale Persowie nie dali mu na to czasu. Armia rzymska została przyparta do Eufratu, który musiała przekroczyć, jeśli chciała uniknąć rzezi i totalnego rozbicia. Zachariasz Retor opisuje odwrót jako bezładny:

[Rzymianie] zaczęli uciekać jeszcze przed perskim atakiem. Wielu wpadło do Eufratu i zginęło w jego odmętach, inni zaś zostali zabici.

Z innych źródeł wiadomo jednak, że Belizariusz na tyle umiejętnie dowodził swymi wojskami, że obronił przeprawę i to zadając Persom ciężkie straty, a jego armii udało się umknąć. Istnieje również możliwość, że Persowie po wycofaniu się głównych sił rzymskich nad rzekę po prostu przestali je atakować, wyłapując pojedyncze oddziały.

## Następstwa
Wydaje się, że bitwa doprowadziła do impasu na froncie syryjskim. Armia bizantyjska straciła wielu żołnierzy i została zmuszona do wycofania się, ale Persowie również ponieśli duże straty i wojska Azaretesa były za słabe do inwazji na Syrię.
Osłabiona perska armia wycofała się, a Azaretes wrócił na dwór szacha, gdzie Kawad I zdjął go ze stanowiska. Bitwa była dla Belizariusza pierwszą z serii nie do końca udanych potyczek, jakie później trafiały mu się w czasie wojen z Sasanidami, co doprowadziło do tego iż Bizancjum musiało później, przy zawieraniu pokoju, płacić trybut. Callinicum było ostatnim dużym starciem wojny iberyjskiej, którą zakończył pokój wieczysty zawarty w 532 roku.